# Maja van Hall
Maja van Hall-Blom (Voorburg, 27 januari 1937) is een Nederlandse beeldhouwer en schilder.

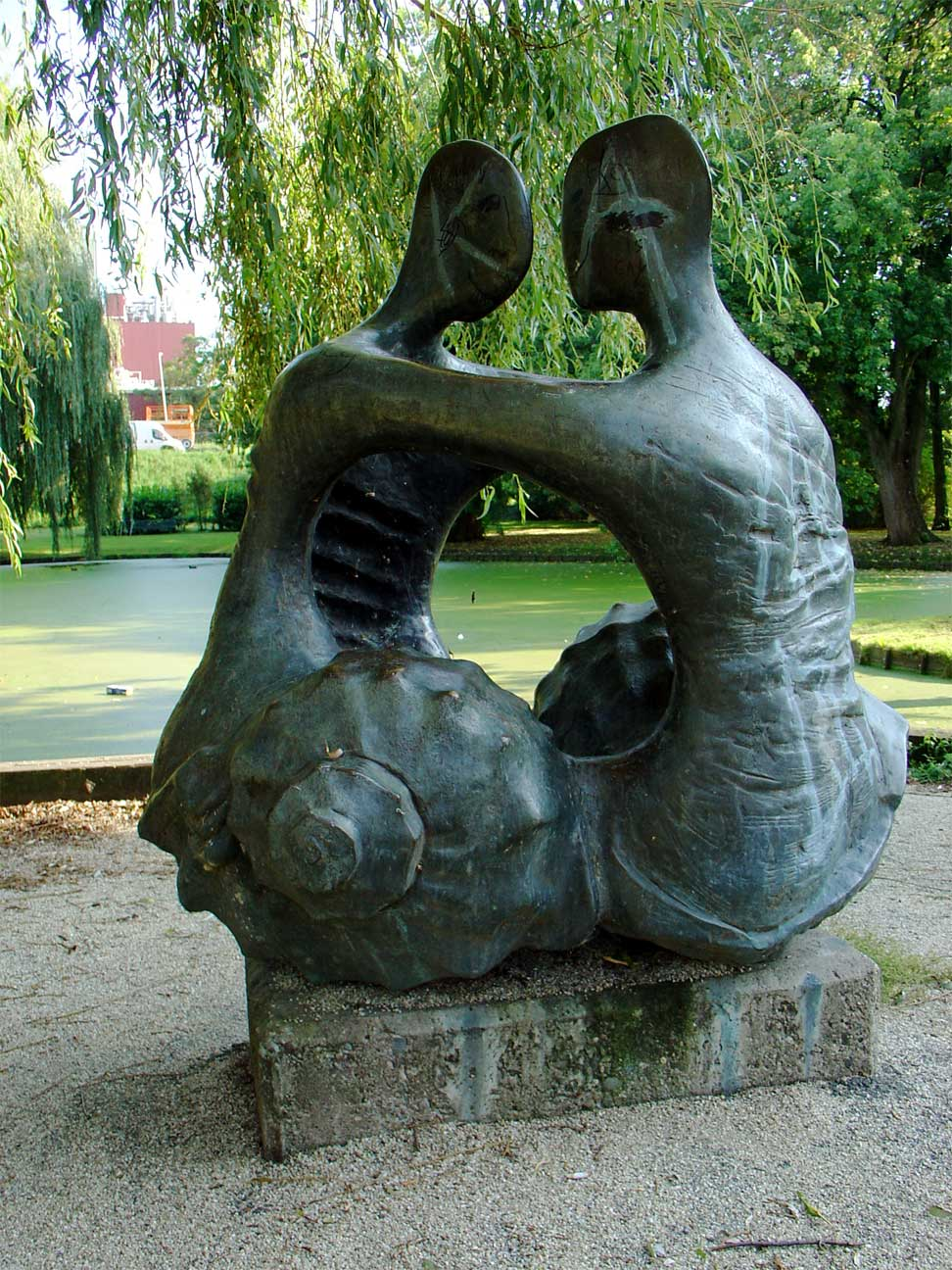
Zonder titel, relatie mens - water (1979), Gouda

## Leven en werk
Van Hall, dochter van de schilderes Elly Richard, volgde opleidingen aan de Koninklijke Academie van Beeldende Kunsten in Den Haag en aan de Rijksakademie van beeldende kunsten in Amsterdam. Sinds 1972 woont en werkt zij in de Zuid-Hollandse kustplaats Noordwijk. Van Hall exposeerde regelmatig in binnen- en buitenland. Werk van haar is in het bezit van diverse musea, waaronder het Kunstmuseum Den Haag, het museum Beelden aan Zee, dat in 2012 een grote overzichtstentoonstelling organiseerde, het Centraal Museum te Utrecht, Museum Het Valkhof te Nijmegen en het gemeentelijk museum van Pietrasanta in Italië.
Van Hall was gehuwd met Eylard van Hall (1934-2020), van 1972 tot 1997 hoogleraar obstetrie en gynaecologie aan de Universiteit Leiden. Zij zijn de ouders van de Nederlandse kunstschilder en beeldhouwer Jurriaan van Hall.

## Werk in de openbare ruimte (selectie)
- De Filosloof (1969)[2], Beeldenpark van het Museum voor Moderne Kunst Arnhem in Arnhem
- Zonder titel, relatie mens - water (1979), Gouda
- Liggend (1984), Beeldenroute Maliebaan, Utrecht
- De grote slak (1986), Ulft